# 続後撰和歌集
『続後撰和歌集』（しょくごせんわかしゅう）は、「二十一代集」第10番の勅撰和歌集。20巻。撰者は藤原為家。収録歌集は1368首
後嵯峨上皇の命により、宝治2年（1248年）7月25日、奉勅。建長3年（1251年）10月27日、奏覧された。部立は、春（上中下）・夏・秋（上中下）・冬・神祇・釈教・恋（1-5）・雑（上中下）・羈旅・賀である。哀傷と無常の歌が雑下に収められるのが特徴。主な歌人は、藤原定家（43首）、西園寺実氏（35首）・藤原俊成（29首）、藤原良経（28首）・後鳥羽上皇（27首）などである。
歌風は、為家の父定家が選んだ『新勅撰和歌集』の歌風を受け継ぐ一方で、平板で無気力という評もある。『新古今和歌集』への回顧も見られる。『続古今和歌集』序文によれば、当時『古今和歌集』から『続後撰和歌集』までを「十代集」と呼称したようである。
冷泉家時雨亭文庫に撰者自筆本が伝存しており、昭和59年（1984年）に重要文化財に指定された。『続後撰和歌集』は古写本の伝存が少なく、貴重な自筆本と位置づけられる。

## 校訂本
- 『続後撰和歌集　和歌文学大系37』明治書院、2017年（佐藤恒雄注解）